# Gil Popilski
Gil Popilski (ur. 6 października 1993) – izraelski szachista, arcymistrz od 2013 roku.

## Kariera szachowa
Wielokrotnie reprezentował Izrael na mistrzostwach świata i Europy juniorów w różnych kategoriach wiekowych, zdobywając dwa medale: złoty (Fermo 2009 – ME do 16 lat) oraz brązowy (Szybenik 2007 – ME do 14 lat).
W 2008 r. zwyciężył w międzynarodowym turnieju w Petach Tikwie, zdobywając pierwszą normę na tytuł mistrza międzynarodowego. Dwie pozostałe wypełnił w 2009 r. podczas otwartych turniejów w Moskwie i Pardubicach. W tym samym roku podzielił również II m. (za Ilją Smirinem, wspólnie z m.in. Anatolijem Bychowskim) w Aszdodzie. W 2010 r. podzielił III m. (za Walentinem Jotowem i Jarosławem Żerebuchem, wspólnie z Robinem van Kampenem i Martynem Krawciwem) w Enschede, natomiast w 2011 r. zdobył w Tela Awiwie złoty medal mistrzostw Izraela juniorów w kategorii do 20 lat. Normy na tytuł arcymistrza wypełnił podczas drużynowych mistrzostw Izraela (w latach 2010 i 2012) oraz mistrzostw Europy w Płowdiwie (2012).
Reprezentant Izraela w rozgrywkach drużynowych, m.in.  na drużynowych mistrzostwach Europy (w roku 2013).
Najwyższy ranking w dotychczasowej karierze osiągnął 1 grudnia 2015 r., z wynikiem 2572 punktów.